# Alberzell
Alberzell ist ein Kirchdorf und Ortsteil der oberbayerischen Gemeinde Gerolsbach im Landkreis Pfaffenhofen an der Ilm.

## Geschichte
In der Karolingerzeit wird der Ort als „Cella“ eines Alprih beurkundet. Die katholische Filialkirche Hl. Kreuz stammt im Kern aus dem 14./15. Jahrhundert. Die 1818 mit dem bayerischen zweiten Gemeindeedikt begründete Gemeinde mit den Teilorten Einsassen, Garbertshausen, Graham, Hickern, Hörzell und Mammertshausen verlor am 1. Januar 1978 ihre Selbstständigkeit und wurde in die Gemeinde Gerolsbach eingegliedert.
Die Gemeinde gehörte seit der Trennung von Justiz und Verwaltung am 1. Juli 1862 zum Bezirksamt beziehungsweise (ab 1939 umbenannt) Landkreis Schrobenhausen; bei der Landkreisreform kam die Kommune am 1. Juli 1972 zum Landkreis Pfaffenhofen an der Ilm.

## Wappenbeschreibung
Durch eine gesenkte rechte Stufe geteilt von Blau und Silber; oben links ein silbernes Tatzenkreuz, an der Kreuzung belegt mit einer silbernen Scheibe.